# Live in the Tragic Kingdom
Live in the Tragic Kingdom es un DVD y VHS de la banda No Doubt, para promocionar su CD: Tragic Kingdom.

## Lista de canciones
1. "Tragic Kingdom"
2. "Excuse me Mr."
3. "Different People"
4. "Happy Now?"
5. "D.J.'s" (Sublime cover)
6. "End It on This"
7. "Just A Girl"
8. "The Climb"
9. "Total Hate"
10. "Hey You"
11. "The Imperial March" (from Star Wars Episode V: The Empire Strikes Back)
12. "Move On"
13. "Don't Speak"
14. "Sunday Morning"
15. "Spiderwebs"
16. "Ob-La-Di, Ob-La-Da" (Beatles cover)

- Datos: Q6658021